# イラストレイテッド・ソング

『The Little Old Log Cabin in the Lane』で使われた付随静止画のディゾルブ効果の再現

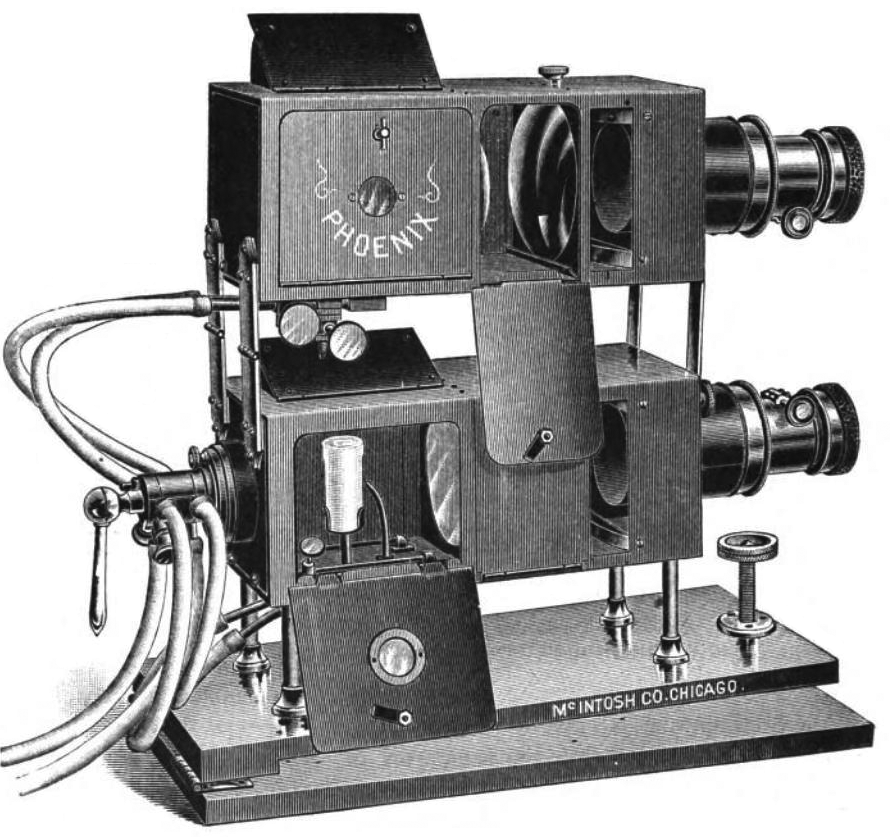
フェニックス型立体幻灯機のイラスト(1895年)

イラストレイテッド・ソング（illustrated song）は、20世紀初頭のアメリカ合衆国で流行したパフォーマンスアートの一種で、生演奏（通常は歌手とピアニスト）と録音された伴奏（カラオケ）にスライド映写された静止画が付随したもの。当初はヴォードヴィル、後にはニッケルオデオンで楽しまれた。1曲につき12枚から16枚の静止画が使われ、静止画には歌詞を説明する（illustrated）イメージが描かれていて、手塗りで着色されたものもあった。映写には2台の幻灯機などで出来た立体幻灯機（ステリオプティコン。Stereopticon）が使用された。イラストレイテッド・ソングはサイレント映画の上映前やリールの入れ替えの間に流されたが、場所によってはメインで流された。少なくとも全米1万の小劇場で上映された。イラストレイテッド・ソングは楽譜を販売促進するための重要な手段であった。観客の飛び入り参加も歓迎された。
ロスコー・アーバックル、ファニー・ブライス、エディ・カンター、ジョージ・ジェッセル、アリス・ジョイス、フローレンス・ローレンス、ノーマ・タルマッジなど、イラストレイテッド・ソングの歌詞を説明する（illustrated）モデルから世に出た映画スターも多い。
最初のイラストレイテッド・ソングは1894年の『The Little Lost Child』。全米で200万部を超える楽譜を売り上げた。イラストレイテッド・ソングは、最初のミュージック・ビデオと呼ばれることもある。